# Área metropolitana de Portland
El área metropolitana de Portland o Gran Portland (en inglés Greater Portland), definida oficialmente como área estadística metropolitana de Portland-Vancouver-Hillsboro, OR-WA por la Oficina del Censo de los Estados Unidos; es un área estadística metropolitana (MSA) centrada en la ciudad Portland, abarca parte de los estados de Oregón y Washington, Estados Unidos. Su población según el censo de 2010 es de 2.226.009 de habitantes.

## Composición

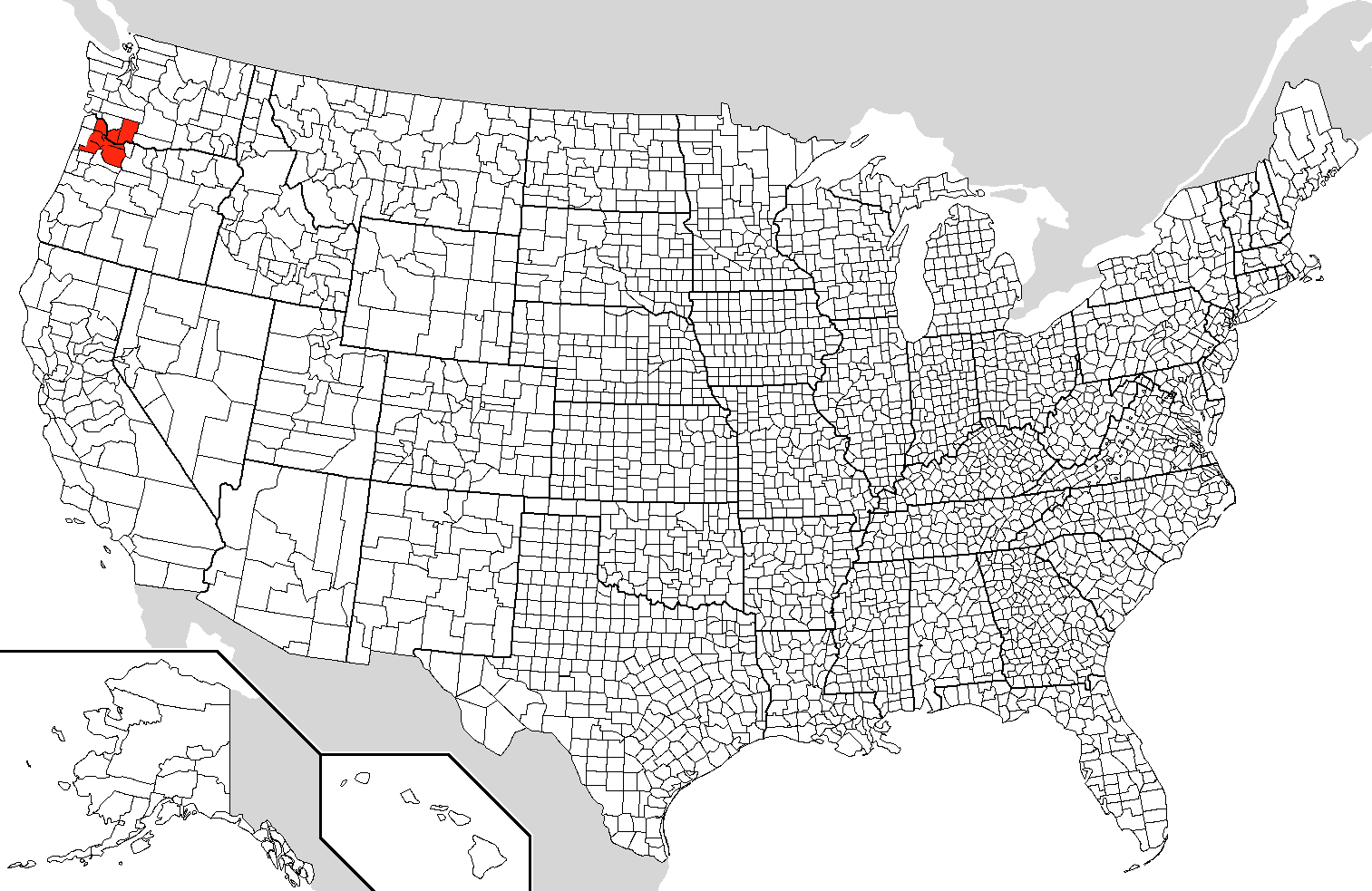
Un mapa de los condados de Estados Unidos con el área metropolitana de Portland resaltada en rojo.

El área metropolitana está compuesta por cinco condados del estado de Oregón:
- Clackamas
- Columbia
- Multnomah
- Washington
- Yamhill;

y por dos condados del estado de Washington:
- Clark
- Skamania

## Ciudades y comunidades del área metropolitana
Las principales ciudades del área metropolitana son Portland, Beaverton, Gresham, Hillsboro en Oregón, y Vancouver en Washington. Otras ciudades y pueblos que la integran son Damascus, Fairview, Forest Grove, Gladstone,
King City, Lake Oswego, Milwaukie, Oregon City, Sherwood, Tigard, Troutdale, Tualatin, West Linn, Wilsonville y Wood Village Oregón, y Battle Ground, Camas, y Washougal en Washington.
Otras comunidades no incorporadas de Oregón son parte del área: Aloha, Beavercreek, Cedar Mill, Clackamas, Garden Home, Raleigh Hills y West Slope.